# Drew (nome)
Drew  è un nome proprio di persona inglese maschile e femminile.

## Varianti
- Maschili: Dre[3]
- Femminili: Drea[4]

## Origine e diffusione
Generalmente, Drew è una forma abbreviata del nome Andrew, in uso dal XX secolo. Originariamente maschile, il nome ha poi assunto valenza anche femminile, grazie anche alla fama dell'attrice Drew Barrymore.
Va tuttavia notato che un nome identico è attestato da ben prima: Drew era infatti un'anglicizzazione di Drogo, un nome normanno di origine non del tutto certa (potrebbe derivare da più termini germanici, come il gotico dragen, dragan, driugan, in anglosassone dreógan, "portare", "servire [come militare]" o il sassone drog, "spettro", o anche dallo slavo dorgu, "prezioso", "caro"); tale nome venne introdotto in Inghilterra con la conquista, e in periodo medievale era piuttosto diffuso, attestato in forme quali Drew, Drewe, Drue e Dru che diedero origine ad una manciata di cognomi ripresi poi a loro volta come nomi nel XVII secolo. 

## Onomastico
L'onomastico si può festeggiare lo stesso giorno di Andrea, cioè generalmente il 30 novembre in onore di sant'Andrea apostolo.

## Persone

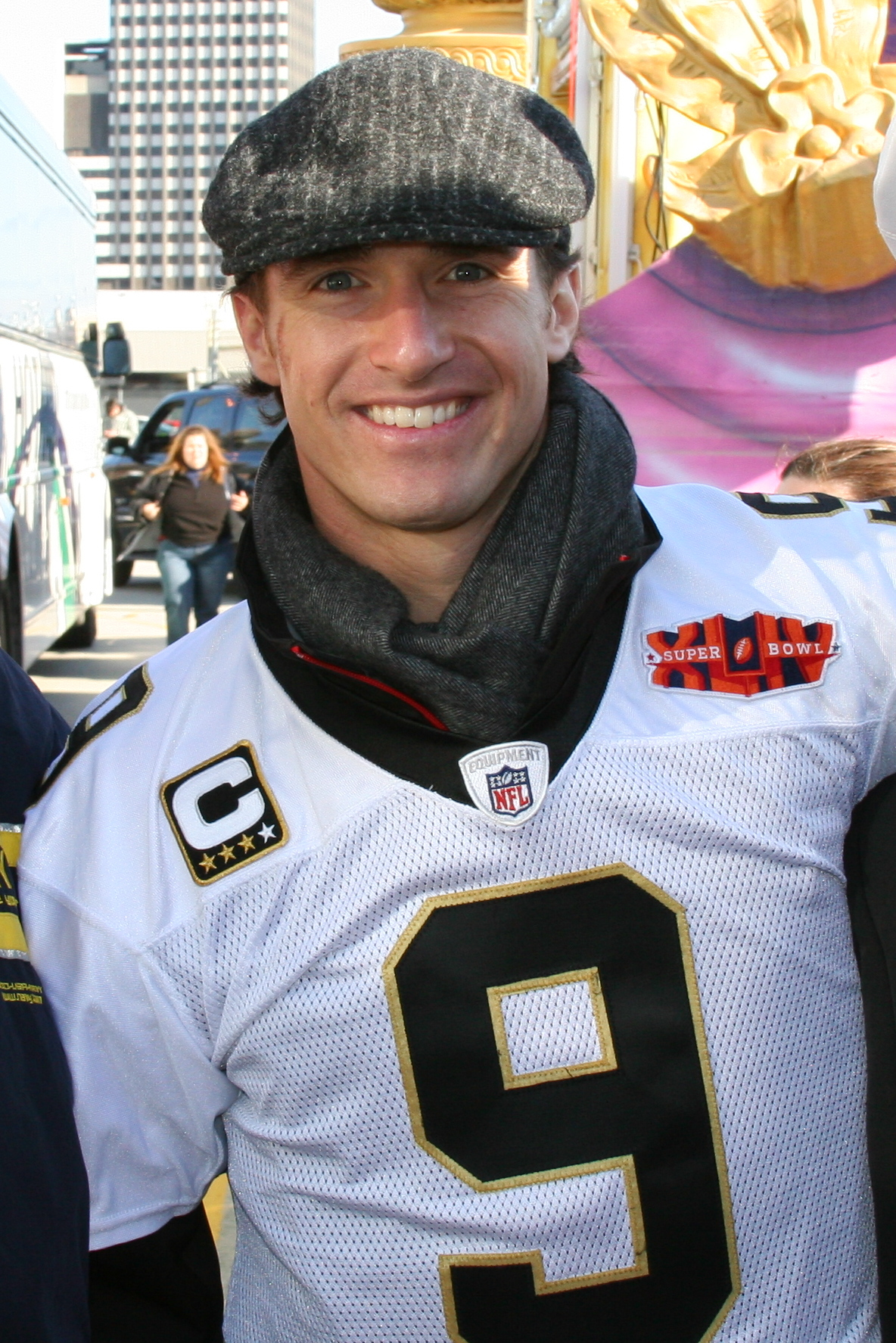
Drew Brees

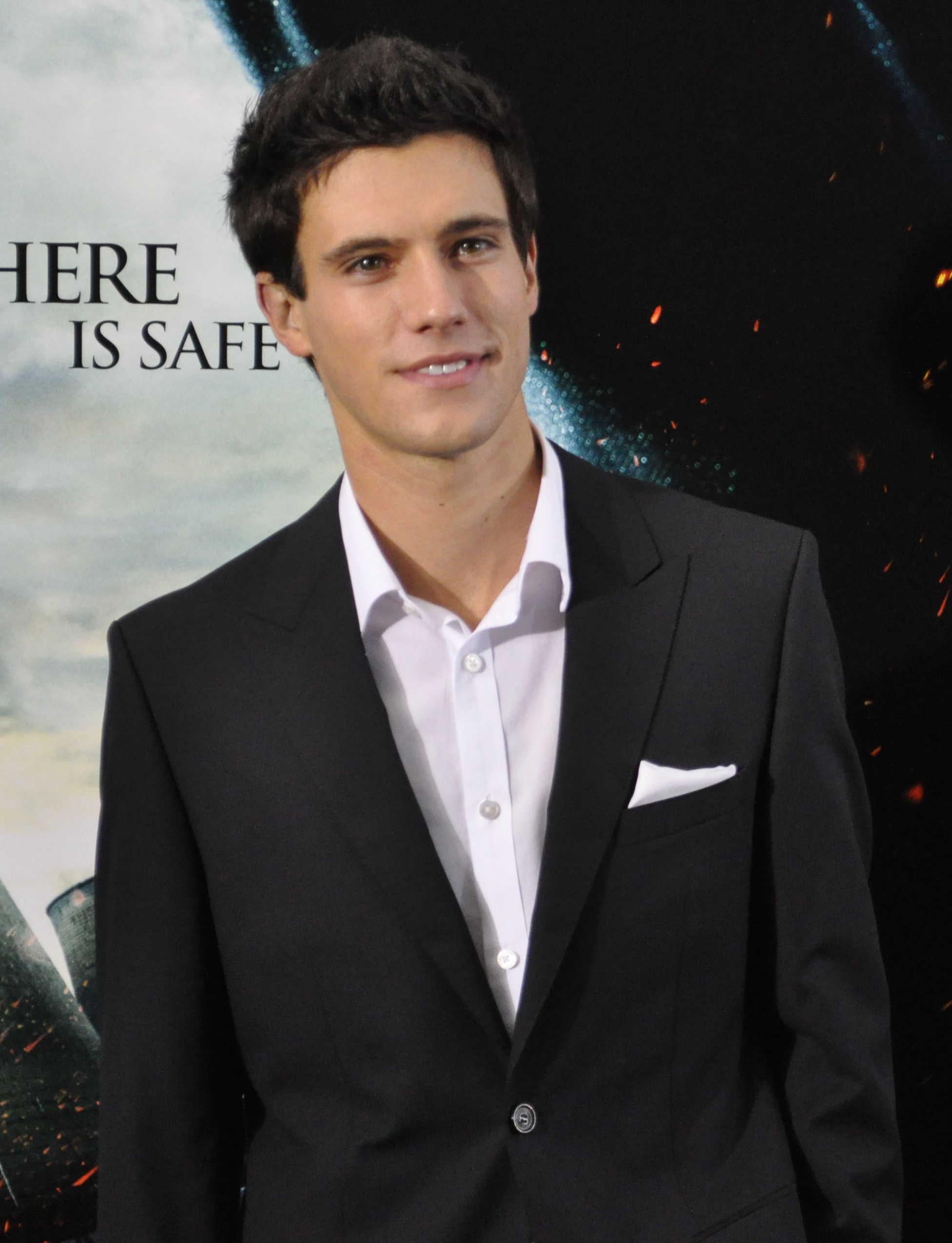
Drew Roy

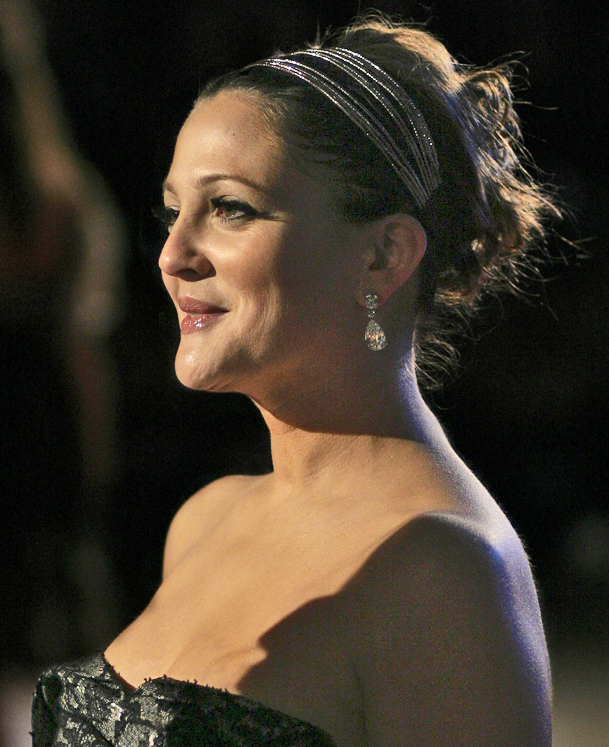
Drew Barrymore

### Maschile
- Drew Barry, cestista statunitense
- Drew Tyler Bell, attore statunitense
- Drew Bledsoe, giocatore di football americano statunitense
- Drew Brees, giocatore di football americano statunitense
- Drew Carey, conduttore televisivo, comico e attore statunitense
- Drew Carter, giocatore di football americano statunitense
- Drew Forsyth, batterista statunitense
- Drew Fuller, modello e attore statunitense
- Drew Galloway, wrestler britannico
- Drew Ginn, canottiere e ciclista su strada australiano
- Drew Goddard, produttore televisivo e sceneggiatore statunitense
- Drew Gooden, cestista statunitense
- Drew Greenberg, sceneggiatore statunitense
- Drew Karpyshyn, scrittore e autore di videogiochi canadese
- Drew Mikuska, attore statunitense
- Drew Mitchell, rugbista a 15 australiano
- Drew Moor, calciatore statunitense
- Drew Neitzel, cestista statunitense
- Drew Nicholas, cestista statunitense
- Drew Pearce, sceneggiatore e produttore cinematografico statunitense
- Drew Roy, attore statunitense
- Drew Seeley, attore e cantante canadese

### Femminile
- Drew Barrymore, attrice statunitense
- Drew Gilpin Faust, storica e rettrice statunitense

### Variante femminile Drea
- Drea de Matteo, attrice statunitense

## Il nome nelle arti
- Drew è un personaggio della serie Pokémon.